# Frans-Baskenland

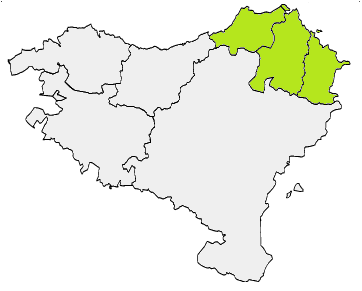
Franse deel van baskenland

Frans-Baskenland (Frans: Pays Basque Français; Baskisch: Iparralde, letterlijk: Noordzijde) is het deel van Baskenland dat in Frankrijk ligt. Het maakt deel uit van het departement Pyrénées-Atlantiques. Een andere benaming is Noord-Baskenland.

## Indeling

Frans-Baskenland bestaat uit de volgende provincies:
- Labourd (Baskisch: Lapurdi), hoofdstad: Bayonne
- Neder-Navarra (Baskisch: Nafarroa beherea; Frans: Basse-Navarre), hoofdstad: Saint-Jean-Pied-de-Port
- Soule (Baskisch: Zuberoa), hoofdstad: Mauléon-Licharre

De indeling is niet officieel: Frans-Baskenland beslaat de arrondissementen Bayonne (geheel) en Oloron-Sainte-Marie (de kantons Mauléon-Licharre en Tardets-Sorholus). De indeling wordt echter algemeen gebruikt door de inwoners zelf.

## Geschiedenis
Het gebied maakte deel uit van het rijk van de Navarrese koning Sancho de Grote. Na zijn dood viel het rijk echter uit elkaar. De provincies Labourd en Soule gingen deel uitmaken van Aquitanië, en werden samen met de rest van dit hertogdom in 1154 Engels. De Engelse heerschappij over deze gebieden duurde tot 1451, waarna ze overgingen in Franse handen. Het tussen de Labourd en de Soule gelegen Neder-Navarra was oorspronkelijk een deel van het oude koninkrijk Navarra. Het grootste deel van dit oude koninkrijk ligt tegenwoordig in Spanje en vormt de provincie en regio Navarra. Voor de deling van Navarra (1521) werd Neder-Navarra aangeduid als de "merindad Over-de-Passen". Neder-Navarra was van 1589 tot 1620 door een personele unie met Frankrijk verbonden, waarna het formeel verenigd werd met Frankrijk.

In 1790 werden alle oude Franse provincies opgeheven, en werden de drie Noord-Baskische provincies met de Béarn samengevoegd tot het departement Basses-Pyrénées (later hernoemd tot Pyrénées-Atlantiques).

## Taal
Behalve het Frans, de officiële taal, wordt er Baskisch gesproken, behalve in een smalle strook in het noorden. Baskisch wordt ook gesproken in een klein aangrenzend deel van de Béarn (rond het dorp Esquiule). Verder wordt er in een klein deel van Frans-Baskenland Gascons (een dialect van het Occitaans) gesproken.

Het Baskisch dialect van de Soule, het Souletijns, wijkt sterk af van de standaardtaal.
Anders dan in Spanje is het Baskisch in Frankrijk op geen enkele manier erkend, net zomin als enige andere regionale taal in dit land. Er is echter wel een aantal Baskischtalige en tweetalige lagere en middelbare scholen. Ook is de bewegwijzering steeds vaker tweetalig.

## Politiek
Evenals in de Baskische Autonome Gemeenschap in Spanje vindt men in Frans-Baskenland nationalistische bewegingen die streven naar onafhankelijkheid en een vereniging van de Baskische gebieden. Hierbij ondervindt men het probleem dat waar in Spanje de Baskische gebieden eigen bestuurseenheden zijn, dit in Frans-Baskenland niet het geval is. Mede daarom is er een sterk streven naar het splitsen van het departement Pyrénées-Atlantiques in twee delen: Frans-Baskenland en de Béarn.